# Condado de Kidder (Dakota del Norte)
El condado de Kidder (en inglés: Kidder County, North Dakota), fundado en 1872,  es uno de los 53 condados del estado estadounidense de Dakota del Norte. En el año 2000 tenía una población de  2753 habitantes y una densidad poblacional de 1 personas por km². La sede del condado es Steele.

## Geografía
Según la Oficina del Censo, el condado tiene un área total de 3711 km² (1432,8 mi²), de la cual 3499 km² (1351,0 mi²) es tierra y 212 km² (81,9 mi²) es agua.

### Condados adyacentes
- Condado de Wells (norte)
- Condado de Stutsman (este)
- Condado de Logan (sur)
- Condado de Emmons (suroeste)
- Condado de Burleigh (oeste)
- Condado de Sheridan (noroeste)

### Áreas protegidas nacionales
- Lago Hutchinson Refugio Nacional de Vida Silvestre
- George Lago Refugio Nacional de Vida Silvestre
- Long Lake National Wildlife Refuge (parte)
- Slade Refugio de Vida Silvestre Nacional

## Demografía
En el 2000 la renta per cápita promedia del condado era de $25 389, y el ingreso promedio para una familia era de $30 469. El ingreso per cápita para el condado era de $14 270. En 2000 los hombres tenían un ingreso per cápita de $23 056 versus $17 250 para las mujeres. Alrededor del 19.80% de la población estaba bajo el umbral de pobreza nacional.
| 1880 | 1890 | 1900 | 1910 | 1920 | 1930 | 1940 | 1950 | 1960 | 1970 | 1980 | 1990 | 2000 | Est. 2009 |
| ---- | ---- | ---- | ---- | ---- | ---- | ---- | ---- | ---- | ---- | ---- | ---- | ---- | --------- |
| 89   | 1211 | 1754 | 5962 | 7798 | 8031 | 6692 | 6168 | 5386 | 4362 | 3833 | 3332 | 2753 | 2201      |

## Mayores autopistas
- Interestatal 94
- Carretera de Dakota del Norte 3
- Carretera de Dakota del Norte 36

## Lugares

### Ciudades
- Dawson
- Pettibone
- Robinson
- Steele
- Tappen
- Tuttle

Nota: todas las comunidades incorporadas en Dakota del Norte se les llama "ciudades" independientemente de su tamaño

### Lagos
- Lago Alcalinas
- Lago Harker
- Lago Isabel
- Lago Long
- Lago Upper Harker

### Municipios
| - Allen - Atwood - Baker - Buckeye - Bunker - Chestina - Clear Lake - Crown Hill - Crystal Springs - Excelsior - Frettim - Graf - Haynes | - Lake Williams - Manning - Merkel - Northwest - Peace - Petersville - Pettibone - Pleasant Hill - Quinby - Rexine - Robinson - Sibley | - Stewart - Tanner - Tappen - Tuttle - Valley - Vernon - Wallace - Weiser - Westford - Williams - Woodlawn |

### Territorios no organizados
- Kickapoo
- South Kidder